# 振動工学
振動工学（しんどうこうがく、英: Vibration Engineering）は、主に機械や建造物等の構造物の振動について考える学問で、機械工学等の一分野とされる。振動工学では機械等の振動系を、質量、弾性要素（ばね）、減衰要素（ダンパ）でモデル化し、振動系の周波数特性、固有振動数、減衰固有振動数、振幅倍率などについて考察する。特に固有振動数は、機械設計において共振を防ぐ上で重要なパラメータとされている。また、これらの振動を制御する制御工学の分野も含めて、振動工学と言う場合がある。

## 工学としての側面
工学としての振動学で重要なのは、不要な振動を抑えること、または振動を有用な形に利用することである。特に振動工学に関連する事故は多く、1995年に起きた高速増殖炉もんじゅのナトリウム漏洩事故の原因の1つに、流体振動が関連していると考えられている。振動を利用する例としては、工場内での部品の移動時に、レールをある振動数で振動させることにより部品をある方向に移動させる技術などが挙げられる。